# سغبان
سغبان هي قرية في مقاطعة مرند، إيران. عدد سكان هذه القرية هو 331 في سنة 2006.